# Kopito (gmina Cetynia)
Kopito (cyr. Копито) – wieś w Czarnogórze, w gminie Cetynia. W 2011 roku liczyła 24 mieszkańców.